# Дарнеј о Шен
Дарнеј о Шен (фр. Darney-aux-Chênes) насеље је и општина у североисточној Француској у региону Лорена, у департману Вогези која припада префектури Нефшато.
По подацима из 2011. године у општини је живело 64 становника, а густина насељености је износила 26,23 становника/km². Општина се простире на површини од 2,44 km². Налази се на средњој надморској висини од | метара (максималној 415 m, а минималној 319 m).

## Демографија
| 1962. | 1968. | 1975. | 1982. | 1990. | 2011. |
| ----- | ----- | ----- | ----- | ----- | ----- |
| 66    | 57    | 56    | 51    | 55    | 64    |

График промене броја становника у току последњих година